# Fontana del Formiello (Nápoly)
A Fontana del Formiello egy 1573-ban épített díszkút Nápolyban a Castel Capuano mögött. Eredeti neve Fontana reale con abeveratora arra enged következtetni, hogy lovak itatására szolgált. Mészkőből faragott medencéje négyszögletű, középen három oroszlán fejszobrával, melyekből a víz folyik.